# 枕邊情話
枕邊情話是英国歌手泽恩於2015年3月25日退出1世代後的個人歌手出道作品，收录于他的第一张个人录音室专辑《心解密》中。歌曲于2016年1月29日作为专辑的首张单曲与歌曲的音乐录影带一同发布。2月2日，歌曲被发送到当代流行电台播出。
《枕邊情話》在发行后获得了主流乐评人的好评，乐评大都称赞了泽恩的全新音乐方向和人声表现。歌曲的音樂錄影帶使用了万花筒式效果，美国模特吉吉·哈蒂德参与了錄影帶的演出。
歌曲获得了一定的商业成功，在超过12个国家的单曲榜夺得冠军，包括英國單曲排行榜和美国告示牌百强单曲榜。其中，歌曲是美国第25首空降冠军的歌曲。

## 背景和发行
在离开1世代组合后，泽恩跟RCA唱片签下合约，开始个人演唱事业。他向音乐杂志透露他首张个人作品将会在音乐上偏向节奏布鲁斯，但一些旋律也会靠近节奏布鲁斯-摇滚或者雷鬼。
2016年1月24日，首支单曲《枕边情话》的名称和发行日由泽恩在Twitter宣布；在他与前任未婚妻，混合甜心组合成员佩莉·爱德华兹分手之后，泽恩从中找到灵感，与词曲作家麦克尔和安东尼·汉尼德斯一同写下这首歌。泽恩对《星期日泰晤士报》描述这首歌有关于性爱；他将性爱形容为“好纯洁，好肮脏，好原始”。
歌曲和音乐录影带于29日全球发行，并登上全球多个音乐排行榜榜首。根据国际唱片业协会的统计，这首歌曲全球等价销量已达到8百万张。

## 评论
休·麦金太尔在《福布斯》杂志上写道，“毋庸置疑，（这首歌曲）是相当成熟的，用不少十八禁词汇描述出了成人向的影像和主题。这不止是一首关于失恋的平庸作品；这首歌说的是爱情同时作为享乐天堂和激烈战场的两种形态。即使这首歌里面的情境会似曾相识，但是泽恩的感受和表达跟以前都不一样了。”《Fuse》频道的Jason Lipshutz评论这首歌曲是“一首性感的、让人着迷的节奏布鲁斯曲目”。《Spin》杂志的Brennan Carley积极评价了歌曲的歌词以及泽恩的声乐表现，说他“分秒之间证明了他对现代节奏布鲁斯的掌控力。他的声音充满了激情，离团让他的声线得以自由原始地发挥。”《卫报》把歌曲评为一周最佳；该报的Harriet Gibsone写道，“这首歌是：缓慢、简约、激昂的荷尔蒙爆炸，香槟酒喷泉，差劲的须后水。这是他主动而为的 - 也合乎情理的 - 向更严肃的艺术表象的迈出的一步。”《爱尔兰时报》也把歌曲选为周度精选曲目，并评论说歌曲是“丝滑”的“新派节奏布鲁斯”，并和歌手米格尔作比。
在《Stereogum》的乐评中，Tom Breihan称其为“丝滑、整齐构建的情绪之作”。在写给《數碼間諜》的乐评中，Lewis Corner将这首“魅惑的节奏布鲁斯”曲目跟威肯的声音和贾斯汀·汀布莱克早期个人作品比较，给出四星评分（满分五星），并总结说，这不是“陈旧无聊的流行垃圾”，而是“让你始料未及的下一代英国男歌手超级巨星”；他评论说，“泽恩的清晰声线在这首歌曲中发挥到了最好，加上宏大的副歌和抓耳的旋律，让这首歌性感、有趣又不失风度。”

## 曲目列表
| 數位下載 （過濾版） | 數位下載 （過濾版） | 數位下載 （過濾版） |
| 曲序                | 曲目                | 时长                |
| ------------------- | ------------------- | ------------------- |
| 1.                  | Pillowtalk          | 3:23                |

| 數位下載（露骨版本） | 數位下載（露骨版本） | 數位下載（露骨版本） |
| 曲序                 | 曲目                 | 时长                 |
| -------------------- | -------------------- | -------------------- |
| 1.                   | Pillowtalk           | 3:23                 |

| 數位下載 | 數位下載                             | 數位下載 |
| 曲序     | 曲目                                 | 时长     |
| -------- | ------------------------------------ | -------- |
| 1.       | Pillowtalk (The living room session) | 2:25     |

| 數位下載 | 數位下載                     | 數位下載 |
| 曲序     | 曲目                         | 时长     |
| -------- | ---------------------------- | -------- |
| 1.       | Pillowtalk (Lil Wayne Remix) | 3:41     |

| CD单曲 | CD单曲     | CD单曲 |
| 曲序   | 曲目       | 时长   |
| ------ | ---------- | ------ |
| 1.     | Pillowtalk | 4:00   |

## 榜单
| 榜单 （2016年）                             | 最高 排位 |
| ------------------------------------------- | --------- |
| 澳大利亚（澳大利亚唱片业协会單曲榜）        | 1         |
| 奥地利（Ö3四十强单曲榜）                    | 3         |
| 比利时佛兰德（Ultratop五十强单曲榜）        | 18        |
| 比利时瓦隆（Ultratop五十强单曲榜）          | 19        |
| 加拿大（Canadian Hot 100）                  | 1         |
| 加拿大（《告示牌》當代成人榜）              | 17        |
| 加拿大（《告示牌》當代成人電台/流行40強榜） | 1         |
| 加拿大（《告示牌》熱門當代成人榜）          | 3         |
| 捷克（百強數位單曲榜）                      | 2         |
| 捷克（電台百強單曲榜）                      | 20        |
| 丹麥（Hitlisten单曲榜）                     | 5         |
| 歐洲（歐洲數位歌曲榜）                      | 3         |
| 芬兰（芬蘭官方單曲榜）                      | 6         |
| 法国（法國唱片出版業公會單曲榜）            | 4         |
| 德国（德國官方單曲榜）                      | 5         |
| 希臘（《告示牌》數位歌曲榜）                | 1         |
| 匈牙利（四十強單曲榜）                      | 4         |
| 愛爾蘭（愛爾蘭唱片音樂協會单曲榜）          | 1         |
| 以色列（媒体森林电台榜）                    | 8         |
| 意大利（意大利音乐产业联盟单曲榜）          | 3         |
| 日本（Japan Hot 100）                       | 55        |
| 日本（《告示牌》熱門洋樂榜）                | 1         |
| 黎巴嫩（黎巴嫩官方二十強榜）                | 3         |
| 盧森堡（《告示牌》盧森堡數位歌曲榜）        | 7         |
| 墨西哥（《告示牌》墨西哥電台榜）            | 2         |
| 墨西哥（墨西哥音像製品協會流媒體榜）        | 4         |
| 荷兰（百强单曲榜）                          | 9         |
| 荷兰（荷蘭四十強單曲榜）                    | 10        |
| 紐西蘭（新西兰唱片音乐协会）                | 1         |
| 挪威（世界之路榜單）                        | 2         |
| 波蘭（波蘭百大電台榜）                      | 21        |
| 葡萄牙（葡萄牙唱片業協會）                  | 1         |
| 蘇格蘭（官方榜单公司單曲榜）                | 1         |
| 斯洛伐克（百強數位單曲榜）                  | 1         |
| 斯洛伐克（電台百強單曲榜）                  | 27        |
| 南非（非洲娛樂監測单曲榜）                  | 3         |
| 韓國（Gaon）                                | 60        |
| 西班牙（西班牙音樂製作協會）                | 2         |
| 瑞典（瑞典最熱榜）                          | 1         |
| 瑞士（瑞士热门音乐榜）                      | 15        |
| 英國（官方榜单公司單曲榜）                  | 1         |
| 英國（官方榜单公司節奏藍調榜）              | 1         |
| 美国（《告示牌》百大單曲榜）                | 1         |
| 美國（《告示牌》成人當代單曲榜）            | 21        |
| 美國（《告示牌》Adult Pop Airplay）         | 13        |
| 美國（《告示牌》Dance/Mix Show Airplay）    | 9         |
| 美國（《告示牌》Latin Pop Airplay）         | 30        |
| 美國（《告示牌》Pop Airplay）               | 1         |
| 美國（《告示牌》Rhythmic Songs）            | 7         |

| 榜單（2016年）                         | 排位 |
| -------------------------------------- | ---- |
| 澳大利亞（澳大利亞唱片業協會單曲榜）   | 32   |
| 比利時法蘭德斯（Ultratop五十強單曲榜） | 86   |
| 加拿大（加拿大百強單曲榜）             | 20   |
| 丹麥（Tracklisten）                    | 43   |
| 德國（德國官方榜單）                   | 88   |
| 義大利（義大利音樂產業聯盟）           | 51   |
| 荷蘭（百強單曲榜）                     | 37   |
| 紐西蘭（紐西蘭唱片音樂協會）           | 19   |
| 瑞典（瑞典最熱榜）                     | 30   |
| 瑞士（瑞士熱門音樂榜）                 | 68   |
| 英國（官方榜單公司單曲榜）             | 24   |
| 美國（《告示牌》百強單曲榜）           | 22   |
| 美國（《告示牌》成人四十強單曲榜）     | 41   |
| 美國（《告示牌》主流四十強單曲榜）     | 12   |

## 销售认证
| 地區                                     | 认证    | 认证单位/销量 |
| ---------------------------------------- | ------- | ------------- |
| 澳大利亚（澳大利亚唱片业协会）           | 4× 白金 | 280,000‡      |
| 比利时（比利時唱片音樂協會）             | 金      | 15,000‡       |
| 巴西（巴西唱片業協會）                   | 2× 钻石 | 500,000‡      |
| 加拿大（加拿大音乐协会）                 | 4× 白金 | 320,000‡      |
| 丹麦（國際唱片業協會丹麥分會）           | 2× 白金 | 180,000‡      |
| 法国（法國唱片出版業公會）               | 白金    | 133,333‡      |
| 德国（聯邦音樂產業協會）                 | 白金    | 400,000‡      |
| 意大利（意大利音乐产业联盟）             | 2× 白金 | 100,000‡      |
| 墨西哥（墨西哥音像製品協會）             | 钻石    | 300,000‡      |
| 新西兰（新西兰唱片音乐协会）             | 2× 白金 | 30,000*       |
| 波兰（波蘭音像製造商協會）               | 钻石    | 100,000‡      |
| 葡萄牙（葡萄牙唱片業協會）               | 白金    | 10,000‡       |
| 西班牙（西班牙音樂製作協會）             | 白金    | 40,000‡       |
| 瑞典（瑞典唱片業協會）                   | 3× 白金 | 120,000‡      |
| 瑞士（國際唱片業協會瑞士分会）           | 白金    | 30,000‡       |
| 英国（英国唱片业协会）                   | 2× 白金 | 1,200,000‡    |
| 美国（美國唱片業協會）                   | 5× 白金 | 5,000,000‡    |
| *僅含認證的實際銷量 ‡僅含認證的+實際銷量 |         |               |

## 發行歷史
| 國家     | 日期          | 形式                               | 廠牌    | 參考來源      |
| -------- | ------------- | ---------------------------------- | ------- | ------------- |
| 澳大利亞 | 2016年1月29日 | 數字下載                           | RCA唱片 | [ 97 ] [ 98 ] |
| 加拿大   | 2016年1月29日 | 數字下載                           | RCA唱片 | [ 99 ]        |
| 法國     | 2016年1月29日 | 數字下載                           | RCA唱片 | [ 100 ]       |
| 意大利   | 2016年1月29日 | 數字下載                           | RCA唱片 | [ 101 ]       |
| 西班牙   | 2016年1月29日 | 數字下載                           | RCA唱片 | [ 102 ]       |
| 英國     | 2016年1月29日 | 數字下載                           | RCA唱片 | [ 103 ]       |
| 美國     | 2016年1月29日 | 數字下載                           | RCA唱片 | [ 12 ] [ 13 ] |
| 意大利   | 2016年1月29日 | 當代流行電台                       | RCA唱片 | [ 104 ]       |
| 美國     | 2016年2月2日  | 當代流行電台                       | RCA唱片 | [ 105 ]       |
| 美國     | 2016年2月3日  | 數位下載 (the living room session) | RCA唱片 | [ 14 ]        |
| 美國     | 2016年2月25日 | 數位下載 (Lil Wayne混音版)         | RCA唱片 | [ 15 ]        |